# محمد فتحى
محمد فتحى (1980-) هو كاتب مصري ومدرس مساعد بقسم الإعلام في جامعة حلوان وصحفي بجريدة الدستور.

## مشواره

### التلفزيوني
محمد فتحي معد ومنتج فني بشركة إيميدج باور أحد المنتجين المنفذين لقناتي الجزيرة والجزيرة الوثائقية. شارك في كتابة بعض أعمال دراما كوميديا الموقف مثل تامر وشوقية والعيادة.

### الكتب
- أصدر كتب للأطفال في مجلات (باسم والعربي الصغير وماجد) ورشحته الشركة العربية للأبحاث والتسويق لجائزة الصحافة العربية للأطفال عامي 2007 و 2008.[1]

- رواية شيء من الحب: وهي رواية قصيرة، نشرت الطبعة الأولى والثانية عن دار ليلى للنشر، والثالثة عن دار كيان للنشر.[1]

- ليك شوق في حاجة: مقالات اجتماعية وسياسية ساخرة، نشرت الطبعة الأولى والثانية عن دار ليلى للنشر.[1]

- بجوار رجل أعرفه: قصص قصيرة، نشرت الطبعة الأولى والثانية عن دار ميريت للنشر.[1]

- سلسلة قصص حيوانات البحر والمزرعة والغابة: 15 قصة للأطفال، نشرت عن فيوجن للدعاية والنشر.[1]

- مصر من البلكونة: مقالات اجتماعية وسياسية ساخرة، نشرت عن شمس للنشر والإعلام في القاهرة عام 2009.[1]

| الاسم               | دار النشر               | تاريخ النشر | عدد الصفحات | ردمك ISBN            | المصدر |
| ------------------- | ----------------------- | ----------- | ----------- | -------------------- | ------ |
| شيء من الحب         |                         | 2006        | 95          |                      | [ 2 ]  |
| بجوار رجل أعرفه     | دار ميريت               | 2008        | 80          | (ردمك 9773513944)    | [ 3 ]  |
| مصر من البلكونة     | دار شمس للنشر و التوزيع | 2009        | 203         | (ردمك 9789776284654) | [ 4 ]  |
| ليك شوق في حاجة     | دار ليلى                | 2010        | 124         | (ردمك 9789776386068) | [ 5 ]  |
| كان فيه مرة ثورة    | دار اكتب                | 2011        | 208         | (ردمك 9789774881333) | [ 6 ]  |
| ولاد الناس الكويسين | دار دون                 | 2013        | 156         | (ردمك 9789776426061) | [ 7 ]  |
| دمار يا مصر         |                         | 2016        | 252         | (ردمك 9786000219796) | [ 8 ]  |
| كتالوج المصريين     | دار دون                 | 2014        |             |                      | [ 9 ]  |

## جوائز
- جائزة مؤسسة ساويرس للأدب عن المجموعة القصصية بجوار راجل أعرفه.[3]